# Romy Diaz
Romy Diaz (Pampanga, 14 novembre 1941 – Metro Manila, 10 maggio 2005) è stato un attore e regista filippino.

## Biografia
Assieme al fratello Paquito Diaz, è noto per i suoi ruoli di cattivo, che spesso nei suoi film lo hanno visto opposto a Fernando Poe Jr.

## Cinema
- Pakners, regia di Tony Y. Reyes (2003)